# На краю безодні
«На краю безодні» (англ. Rim of the Deep) — коротка науково-фантастична повість Кліффорда Сімака, вперше опублікована журналом «Astounding Science Fiction» в травні 1940 року.

## Сюжет
Репортер Грант Нейгл, чия стаття колись призвела до упіймання голови мафії Геліона Сміта, отримав нове завдання направитись в підводне поселення Глибокі Води (англ. The Bottom) на краю жолоба Пуерто-Рико, щоб дослідити гіпотезу редактора, що погана якість кварца від монопольного постачальника стала причиною всіх недавніх руйнувань куполів.
Людство в ті часи саме освоїло польоти Сонячною системою, виявило на Венері підводну цивілізацію, технічний розвиток якої так і не змогло встановити, та почало освоєння життєвого простору в океанах Землі.
Добравшись до Глибоких Вод на крокуючому батискафі, Грант оселився у місцевого старателя Ґаса, що жив найглибше і мав прирученого восьминога Батча. На Ґасову думку причиною руйнування куполів, а також спустошень ділянок молюсків та крадіжок, були набіги злочинців, які оселились в Безодні Розбійників — печері у напівмилі глибшому місці жолоба.
Вийшовши на прогулянку до одного з полів молюсків, вони запримітили машину, що подрібнювала скелю і засмоктувала її всередину. В істоті, подібній на водяного, яка вискочила з машини і була вбита Батчем, Грант впізнав одного з корінних жителів Венери, яких йому довелось бачити в попередніх відрядженнях. Машина була призначена для збирання флюориту і переробки його на флуоридну кислоту, єдину речовину здатну розчиняти кварц.
Грант поспішив покинути Ґаса, щоб продиктувати свою історію редактору, про те як венеріанці вже багато століть подорожують зі своєї планети в глибини океану Землі, високий тиск якого їм більш звичний, та готують зброю для захисту його від освоєння людством.
Продиктувавши історію та повернувшись до помешкання Ґаса, він знайшов його зруйнованим вибухом та сліди батискафа. Пройшовши по слідах, він опинився в Безодні Розбійників, де його оточили озброєні батискафи та змусили здатись. Гранта привели в помешкання розбійників, де він зустрівця з Геліоном Смітом, що саме втік з в'язниці на Ганімеді, і вибрав це місце для перечікування.
Геліон ззовні любязно поспілкувався з Грантом та відпустив його, але той одразу ж зауважив, що пристрій регенерації кисню був зіпсований, а двох наявних балонів йому завідомо не вистачить, щоб добратись до найближчого поселення.
Вирішивши помститись розбійникам, Грант направився по балони з флуориднною кислотою з машини венеріанців. Наблизившись до машини венеріанця він помітив, що хтось вже кидає балони вниз по схилу, знищуючи помешкання бандитів. Це виявився Ґас.